# والت باترسون
والت باترسون هو عالم بيئة وكاتب وفيزيائي كندي، ولد في 4 نوفمبر 1936.